# Sint-Antoniuskapel (Zalfen)

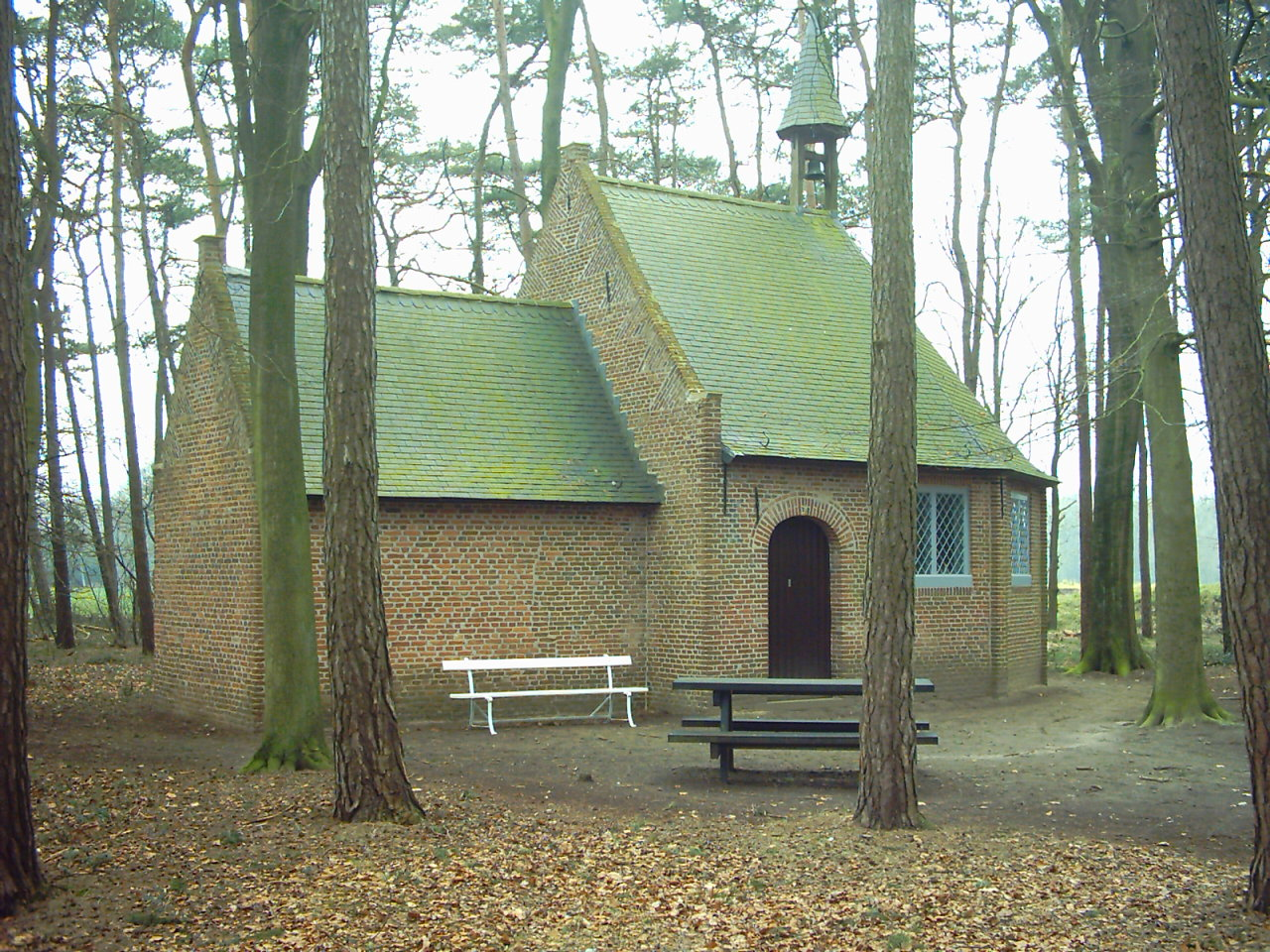
de Sint-Antoniuskapel

De Sint-Antoniuskapel is een kapel in het tot de Antwerpse gemeente Malle behorende gehucht Zalfen, gelegen aan Salphen.

## Geschiedenis
Het nabijgelegen Oostmalle werd omstreeks 1625 getroffen door een pestepidemie. Een 60-tal zieken zou de heide zijn opgevlucht. Ene Adriaan Mattheeusen, die drie kinderen verloor aan de ziekte, moest hen begraven op de heide en richtte daartoe een kapel op. Deze kapel werd spoedig ook gebruikt voor overlijdensdiensten en de doden werden op een kerkhof bij de kapel begraven.
De kapel trok bedevaartgangers en werd daarom in 1726 nog vergroot.

## Gebouw
De kapel staat tegenwoordig in een driehoekig bosperceel, wat vroeger heide was. Het is een georiënteerd, bakstenen, gebouw met driezijdig afgesloten westgevel en een lager koor met dakruiter. Aan de oostzijde vindt men twee tuitgevels.